# Rue Saint-Nicaisekonspirationen

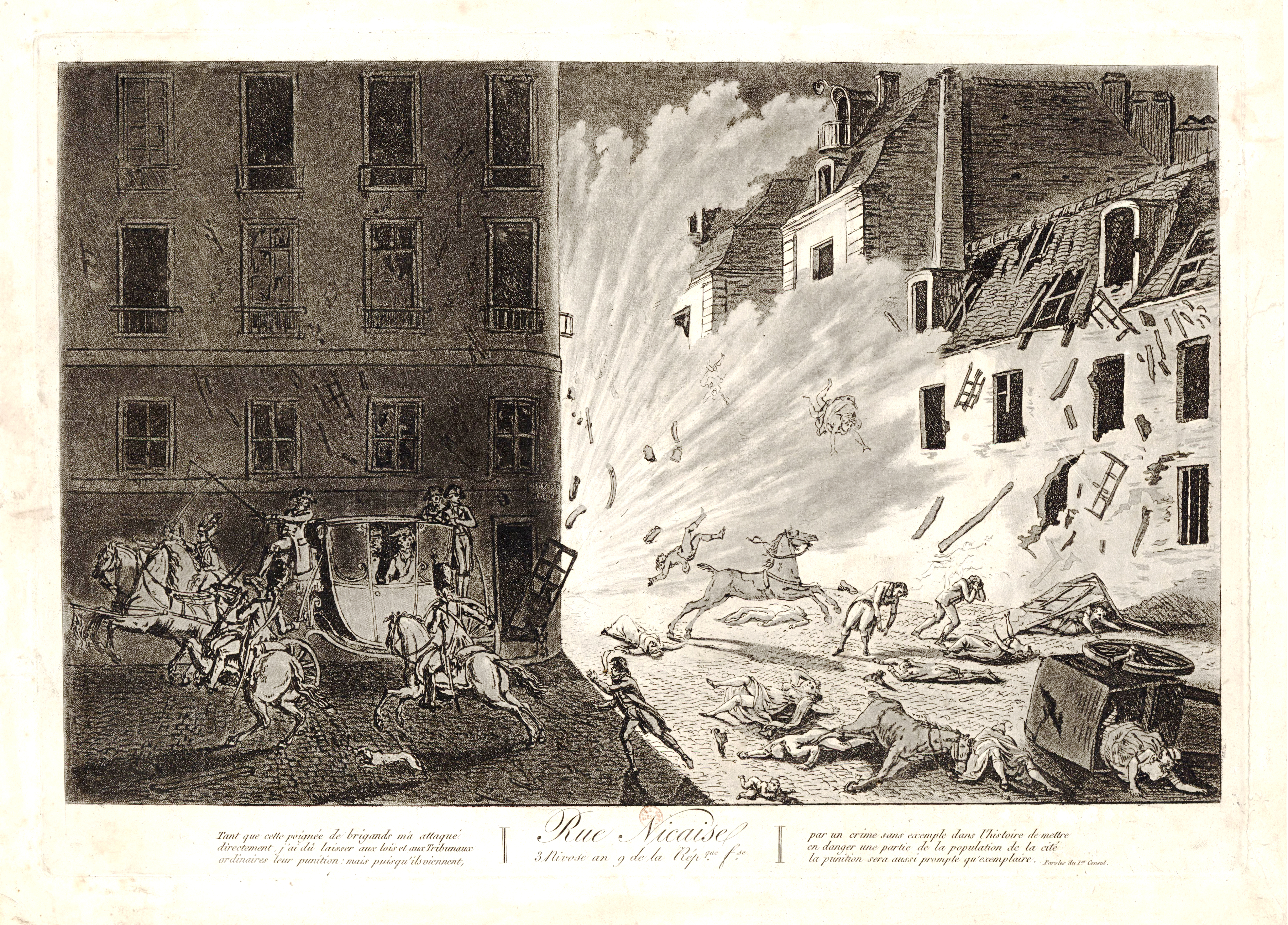
Attentatet vid Rue Saint-Nicaise

Rue Saint-Nicaisekonspirationen eller på franska conspiration de la machine infernale var den sammansvärjning av rojalister som utförde attentatet mot general Napoleon Bonaparte i Paris den 24 december 1800. 
Från hösten 1800 uppstod ett antal sammansvärjningar mot Napoleon, som då var förste konsul av Frankrike, och flera attentat utfördes mot hans liv. Det mest spektakulära attentatet utfördes av rojalisterna på julaftonen 1800 när han i sin vagn var på väg till operan i Paris. Vid hörnet av Rue Saint-Nicaise exploderade en så kallad helvetesmaskin som bestod av en stor tunna, fylld med krut, bomber och fyrverkeripjäser. 46 hus blev förstörda, 8 människor dödades och 60 sårades. I Napoleons vagn blev ingen skadad, endast rutorna.